# Malik
Malik er et drengenavn fra grønlandsk (med betydningen "bølge") og arabisk (med betydningen "konge").

## Som fornavn
2013 var der 758, der hed Malik i Danmark, mens der i 2011 var 471, der hed Malik til for- eller mellemnavn i Grønland.
- Malik Abdul Aziz – også kendt som Mike Tyson
- Malik ibn Anas – tidlig muslimsk lærd
- Malik Hyltoft – dansk forfatter
- Malik Meraj Khalid – premierminister i Pakistan
- Malik Kleist – sanger i Chilly Friday
- Al-Hajj Malik Al-Shabazz – også kendt som Malcolm X

## Som efternavn
1.1. 2013 var der 474, der hed Malik til efternavn i Danmark.
- Adam Malik – indonesisk journalist og politiker, præsident for FN's generalforsamling 1971
- Zayn Malik – kendt fra One Direction

## Andre anvendelser
- Al-Malik, الملك, er et af Allahs 99 navne.
- Nuuks svømmehal (i bydelen Nuussuaq) hedder Malik
- Malik er navnet på hovedpersonen i den grønlandske film Nuummioq, spillet af Lars Rosing
- Stormen Malik i januar 2022[3]